# Suzi Quatro
Susan Kay Quatro (nascida em Detroit, Michigan, Estados Unidos, em 3 de junho de 1950), conhecida profissionalmente como Suzi Quatro, é uma cantora, baixista, locutora de rádio e atriz norte-americana. Na década de 1970, ela lançou uma série de singles que fizeram sucesso na Europa e na Austrália, com ambos "Can the Can" (1973) e "Devil Gate Drive" (1974) alcançando o primeiro lugar em vários países.
Quatro lançou seu álbum de estreia autointitulado em 1973. Desde então, ela lançou 15 álbuns de estúdio, 10 coletâneas e um álbum ao vivo. Outras músicas, incluindo "48 Crash", "Daytona Demon", "The Wild One", e "Your Mama Won't Like Me", também alcançou grande sucesso no exterior. Após um papel recorrente como a baixista Leather Tuscadero na popular sitcom norte-americana Happy Days, seu dueto "Stumblin' In" com o visita principal do Smokie, Chris Norman, alcançou a quarta posição nos EUA, sendo sua única música a ficar no top 40 em seu país natal.
Entre 1973 e 1980, Quatro foi premiada com seis Bravo Ottos, um prêmio dado a músicos eleitos na revista adolescente alemã Bravo. Em 2010, ela foi eleita para o Hall da Fama online das Lendas do Rock and Roll de Michigan. Ela teria vendido mais de 50 milhões de discos em todo o mundo, e continua a se apresentar ao vivo. O álbum de estúdio mais recente de Quatro, Face to Face, foi lançado em 2023 e conta com a colaboração de seu filho Richard Tuckey em The Devil in Me, que já havia participado de No Control em 2019. Quatro também continua ativa na locução de rádio.

### Início da vida
Quatro nasceu em uma família católica e musical, em Detroit, Michigan. Seu pai, Art, um músico de jazz da época, era de ascendência italiana, enquanto sua mãe, Helen Sanislay, era húngara. Ela é a tia da atriz Sherilyn Fenn, cuja mãe é a irmã Arlene Quatro. Muitas fontes afirmam que o sobrenome de batismo de Quatro era Quatrocchio, mas segundo a sua autobiografia, o avô paterno (cujo nome era Quatrocchio) realmente encurtou o nome da família para "Quatro" antes de Suzi nascer. Quatro começou sua carreira musical na idade de quatorze anos. Ela tocou baixo nas bandas femininas Pleasure Seekers e Cradle com suas irmãs Patti, Nancy e Arlene. Seu primeiro baixo foi um Fender Precision (1957), dado ela por seu pai. Patti Quatro mais tarde se juntou à banda Fanny, uma das primeiras bandas de rock só com mulheres para ganhar a atenção nacional. Ela tem um irmão, Michael Quatro, que também é músico.
Suzi Quatro mudou-se para o Reino Unido em 1971, após ser descoberta em Detroit pelo produtor musical Mickie Most, que produziu The Animals, Jeff Beck, Lulu e Donovan. Nesta época Most havia fundado sua própria gravadora, RAK Records, que fez estrelas como Hot Chocolate e Mud.

### Carreira

#### Música
O primeiro single de Suzi, "Rolling Stone", não alcançou popularidade exceto em Portugal, onde chegou ao topo das paradas. Seu segundo single "Can the Can"(1973) foi um hit número um em todo Europa e Austrália, e foi seguido por mais três sucessos: "48 Crash"(1973), "Daytona Demon "(1973), e "Devil Gate Drive" (1974), todos pela RAK Records.
Essas gravações, no entanto, encontraram  pouco sucesso em sua terra natal, EUA, apesar das turnês em meados dos anos 1970 e do apoio de Alice Cooper. Além disso, exceto na Austrália, a popularidade de Quatro e seu glam rock diminuiu a partir de 1975. Nesse ínterim, ela conseguiu alguns papeis de sucesso como atriz.

### Atriz
Ela é conhecida nos Estados Unidos por seu papel como Leather Tuscadero na série de TV Happy Days. Leather era a frontwoman de uma banda de rock feminina formada com a personagem principal, Joanie Cunningham.

## Discografia

### Álbuns
- Suzi Quatro (1973, Can the Can na Australia)
- Quatro (1974)
- Your Mamma Won't Like Me (1975)
- Aggro-Phobia (1976)
- Live And Kickin' (1977) (Japão & Austrália apenas álbum ao vivo; relançado como CD duplo em 1990 apenas na Austrália)
- If You Knew Suzi... (1978)
- Suzi... And Other Four Letter Words (1979)
- Rock Hard (1980)
- Main Attraction (1982)
- The Best Of... (1984)
- Oh Suzi Q. (1990)
- What Goes Around (1996)
- Unreleased Emotion (1998)
- Back To The Drive (2006)
- In The Spotlight (2011)
- Quatro, Scott & Powell (2017)
- No Control (2019)